# Вуар-Лабобар
Вуа́р-Лабоба́р (індонез. Wuar Labobar) — один з 10 районів округу Західне Південно-Східне Малуку провінції Малуку у складі Індонезії. Розташований на північному заході острова Ямдена, а також на островах Лаїбобар, Макасар, Номоон, Вотар та Мітах. Адміністративний центр — село Абат.
Населення — 7470 осіб (2012; 7132 в 2010).

## Адміністративний поділ
До складу району входять 7 сіл:
| Населений пункт      | Населення, осіб (2010) |
| -------------------- | ---------------------- |
| Абат, село           | 1549                   |
| Авеар-Румнгеур, село | 673                    |
| Ватмаса, село        | 1420                   |
| Вунлах, село         | 1283                   |
| Каратат, село        | 603                    |
| Кілон, село          | 748                    |
| Лабобар, село        | 856                    |